# Bürgerbewegung pro Deutschland
Die Bürgerbewegung pro Deutschland (Kurzbezeichnung: pro Deutschland) war eine rechtsextreme deutsche Kleinpartei. Im Verfassungsschutzbericht des Landes Nordrhein-Westfalen über das Jahr 2011 wurde pro Deutschland im Bereich Rechtsextremismus genannt. Demnach bestanden Anhaltspunkte für den Verdacht extremistischer Bestrebungen. Sie war Teil der Pro-Bewegung. Am 11. November 2017 beschloss die Partei ihre Auflösung und forderte ihre Mitglieder auf, zur AfD zu wechseln.

## Geschichte

### Gründung 2005
Die Partei wurde am 20. Januar 2005 in Köln gegründet, ein Jahr nachdem die Bürgerbewegung pro Köln nach damaliger Einschätzung der Medien überraschend in den Rat der Stadt Köln eingezogen war. Diese wird seit 2004 unter dem Verdacht einer rechtsextremistischen Bestrebung im Verfassungsschutzbericht des Landes Nordrhein-Westfalen aufgeführt und beobachtet. Sie wird als verfassungsfeindlich eingestuft.
Zum Bundesvorsitzenden von pro Deutschland wurde der pro-Köln-Schatzmeister Manfred Rouhs gewählt, welcher in der Vergangenheit auch als Kandidat der rechtsextremen Parteien DLVH und NPD angetreten ist.

### 2011 bis 2012
Im Juni 2010 wurde der bisher einzige Landesverband Berlin gegründet, welcher die Eigenbezeichnung pro Berlin führt. Im April 2011 wurde das ehemalige DVU- und REP-Mitglied Lars Seidensticker zu dessen Landesvorsitzenden gewählt.
Bei der Wahl zum Abgeordnetenhaus von Berlin 2011 führte Pro Deutschland mit der Landesliste 17 einen umstrittenen Wahlkampf, der mit 1,2 % an der Fünf-Prozent-Hürde scheiterte.
So demonstrierte die Partei zwei Tage nach den Anschlägen in Norwegen 2011 mit 15 Teilnehmern vor der norwegischen Botschaft, was u. a. von Berlins regierendem Bürgermeister Klaus Wowereit und verschiedenen Lokalmedien und Kritikern als „unerträgliche“ Verhöhnung der Opfer und Wahlkampf auf Kosten der Toten verurteilt wurde. Die Polizei verbot die Demonstration unter Rücksicht auf die Trauer von Angehörigen und Staatsbürgern Norwegens.
Im August 2011 untersagte das Landgericht Berlin pro Deutschland durch einstweilige Verfügung die Verwendung des Slogans „Wählen gehen für Thilos Thesen“, weil dieser Sarrazins Recht am eigenen Namen verletze. Am 11. August 2011 attackierten zwei Wahlhelfer – ein Kreisvorsitzender und ein Kandidat – von pro Deutschland einen Polizeioberkommissar in Zivil mit Pfefferspray für seinen Versuch, einen tätlichen Streit mit einem Libanesen zu beenden, obwohl sich der Beamte per Dienstmarke ausgewiesen hatte. Der Beamte wurde schwer verletzt, erst eine polizeiliche Verstärkung konnte die Situation unter Kontrolle bringen und beide Wahlkampfhelfer festnehmen, gegen die danach wegen gefährlicher Körperverletzung, Bedrohung und Widerstands gegen Vollstreckungsbeamte ermittelt wurde. „Pro Deutschland“ bestritt hingegen die Vorwürfe und erstattete selbst Anzeige.
Im September 2012 kündigte pro Deutschland an, den islamfeindlichen Film Innocence of Muslims in Berlin zu zeigen und dazu den christlich-fundamentalistischen Prediger Terry Jones einzuladen. Auf die Uraufführung des Films wenige Monate zuvor in den USA reagierten Organisationen in mehreren islamischen Länder mit Ausschreitungen und Angriffen auf US-Einrichtungen, bei denen Botschafter J. Christopher Stevens und weitere Bedienstete der US-Botschaft in Libyen getötet wurden. Die Initiative Endstation Rechts bewertete die Ankündigung als „Provokation zum Selbstzweck“. Zwei Tage nach der Ankündigung von pro Deutschland versuchten Islamisten, die deutsche Botschaft im Sudan zu stürmen. Der damalige Bundesinnenminister Hans-Peter Friedrich gab bekannt, die Aufführung des Filmes mit allen rechtlich zulässigen Mitteln verhindern zu wollen, und warf dem Parteivorsitzenden Manfred Rouhs vor, „die Islamisten auch in Deutschland zu provozieren“ und damit „grob fahrlässig Öl ins Feuer zu gießen.“ Rainer Wendt, Vorsitzender der Deutschen Polizeigewerkschaft, warnte vor den Folgen, sollte die Partei den Film in Deutschland zeigen. Das könne „sehr gefährlich werden.“

### Seit 2013
Im Bundestagswahlkampf 2013 kam es erneut zu Strafanzeigen gegen Vertreter der Partei. Im August 2013 griffen nach Polizeiangaben Vertreter von pro Deutschland einen 17-jährigen Schüler an, nachdem dieser sich auf einer Demonstration gegen die Ziele und die Partei insgesamt ausgesprochen hatte. Daraufhin sollen Lars Seidensticker – Landesvorsitzender und Bundesgeneralsekretär der Partei – und weitere Personen den 17-Jährigen angegangen sein, ihn geschlagen, getreten und gewürgt haben. Die Polizei schloss Seidensticker daraufhin von der Demonstration aus. Nach Angaben der Polizei wurde gegen Seidensticker und einen weiteren Wahlkämpfer wegen des Verdachts auf gefährliche Körperverletzung ermittelt.
Im Mai 2015 brach ein parteiinterner Machtkampf zwischen Pro Köln und Pro NRW aus. Grund waren unter anderem Rivalitäten zwischen Markus Wiener und Markus Beisicht. Der Kölner Stadtanzeiger berichtete, man werfe sich gegenseitig parteischädigendes Verhalten vor, beispielsweise Betrug zu Lasten der Steuerzahler auf Seiten der Stadtpartei und die Entwicklung nach Rechtsaußen auf der Seite der Landespartei. In der Folge unterstützte Pro Köln Ende 2015 die Gründung des Pro Deutschland-Landesverbandes Nordrhein-Westfalen. Markus Wiener wurde Landesvorsitzender.

### Auflösung 2017
Am 11. November 2017 beschloss die Partei auf einer Bundesversammlung, sich aufzulösen. Die Mitglieder wurden aufgefordert, sich der AfD anzuschließen. Auf der Website wurden als Gründe der Einzug der AfD in den deutschen Bundestag genannt, sowie dass die österreichische FPÖ, der französische Front National und der flämische Vlaams Belang angegeben hätten, dass sie in Deutschland keine Partei mehr unterstützen würden, die in Konkurrenz zur AfD stehen würde.

## Organisationsstruktur
Sitz der Partei war Berlin. Die Partei war in die Organisationsstufen Bundesverband, Landesverband, Bezirksverband, Kreisverband und Ortsverband gegliedert. Organe des Bundesverbandes waren die Bundesversammlung (nach § 9 Abs. 1 PartG) und der Bundesvorstand.
Im Juni 2010 wurde der Dachverband „Die Pro-Bewegung (PRO)“ gegründet, in dem pro Köln, pro NRW, pro Deutschland und andere Kleinvereine organisiert waren. Als Vorsitzender fungierte seitdem der ehemalige pro Köln- und noch aktueller pro NRW-Vorsitzender Markus Beisicht, zu seinem Stellvertreter wurde der pro Deutschland-Vorsitzende Manfred Rouhs bestimmt. Laut Satzung ist der Vereinszweck die „deutschlandweite Koordinierung und Abstimmung der politischen Arbeit der verschiedenen unabhängigen Pro-Parteien und -Vereinigungen in den Kommunen und Ländern“. Seit 2015 agieren Pro NRW einerseits und Pro Deutschland und Pro Köln andererseits getrennt voreinander.
Aktivitäten entfaltete die Bewegung unter anderem in Hambühren (Landkreis Celle, Niedersachsen), im Hochtaunuskreis (Hessen), in Frankfurt (Oder) (Brandenburg), im Landkreis Weißenburg-Gunzenhausen (Bayern), in Oberhausen und Dormagen (NRW), in Hannover (Niedersachsen), Heilbronn (Baden-Württemberg), in Peine (Niedersachsen), in München (Bayern) sowie in Berlin, wo lange Zeit der einzige Landesverband existierte. Seit dem 31. Oktober 2015 existiert ein weiterer Landesverband in Nordrhein-Westfalen. Teilweise wurden die Aktivitäten allerdings nach kurzer Zeit wieder eingestellt.

## Politische Inhalte
In ihrem Grundsatz- und Wahlprogramm forderte die Kleinpartei die Schaffung von „Recht und Ordnung“. Das Strafmündigkeitsalter sollte auf 12 Jahre gesenkt und „das preußische Erbe“ gestärkt werden. Illegale Einwanderer sollen „unverzüglich abgeschoben“ werden. Man sei nicht das „Sozialamt für die ganze Welt“.
Schüler mit schlechten Deutschkenntnissen sollten nach dem Willen der Partei aus dem Regelunterricht entfernt und in „muttersprachlichen Klassen“ unterrichtet werden. Asylverfahren sollten verschärft, kriminelle Ausländer abgeschoben und die „Alt-68er-Kuschelpädagogik“ beendet werden. Das Fach Geschichte sollte „zum Pflichtfach erhoben“ werden, außerdem wollte die Partei Studiengebühren nach Ablauf der Regelstudienzeit einführen.
Die Partei forderte die „Zurückweisung der Machtansprüche der multinationalen Unternehmen“, insbesondere der „Großbanken und Versicherungskonzerne“. Ein sogenannter „Kinderscheck“ in Höhe von 5.000 € und ein „Familienkredit“ in Höhe bis zu 20.000 € sollten ausschließlich für Deutsche eingeführt werden, wobei eine Finanzierung im Programm nicht erwähnt wurde.

## Verhältnis zum Rechtsextremismus

### Mitglieder und Führungskader

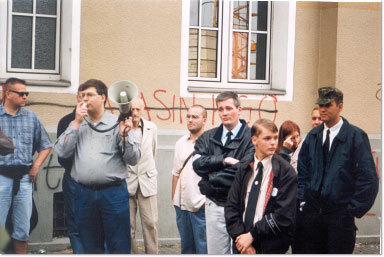
Manfred Rouhs (mit Megafon) neben dem Rechtsextremisten Axel Reitz (4. v. r.)

Die Partei ist personell eng mit der Partnerorganisationen pro Köln vernetzt. So war der Parteivorsitzende Manfred Rouhs stellvertretender Vorsitzender des Vereins „Die Pro-Bewegung“, welche als Sammelorganisation der Pro-Parteien dient. Vorsitzender war Markus Beisicht, ehemaliger Landesvorsitzender der rechtsextremen DLVH. Rouhs war ebenfalls Mitglied und Kandidat der DLVH, Mitglied der Jungen Nationaldemokraten und Kandidat der neonazistischen NPD. Ein Foto einer Kundgebung in Köln-Kalk vor der Kommunalwahl im Herbst 1999 zeigt außerdem den bundesweit bekannten Rechtsextremisten Axel Reitz neben Manfred Rouhs. Während letzterer bestreitet, Reitz überhaupt zu kennen, sagte dieser gegenüber dem Kölner Stadt-Anzeiger, Rouhs habe ihn sogar gebeten, die Kundgebung mit zu organisieren, und meinte: „Die meisten Teilnehmer sind auf meine Veranlassung gekommen.“ Im Juni 2012 solidarisierte sich Rouhs außerdem offiziell im Namen von pro Deutschland mit dem französischen rechtsextremen Front National, welcher u. a. die Wiedereinführung der Todesstrafe fordert.
Im März 2011 wurde der deutsch-schwedische Rechtsextremist Patrik Brinkmann zum Landesvorsitzenden von Berlin gewählt, trat jedoch wenig später zurück, weil er die Kandidatur eines Parteimitgliedes wegen dessen Homosexualität ablehnte. Er ist jedoch weiterhin Mitglied von pro NRW. Brinkmann war vorher Mitglied der DVU. Er gilt als eine Führungsfigur des europäischen Rechtsextremismus und Gründer der „Kontinent Europa Stiftung“ (KES). Bekannte Mitglieder der Stiftung waren u. a. der ehemalige NPD-Funktionär Andreas Molau, der französische Publizist Pierre Krebs, der wegen Volksverhetzung verurteilte Verleger Gert Sudholt sowie der Geschichtsrevisionist Olaf Rose.
Auch der ehemalige Landesvorsitzende von Berlin, Lars Seidenstricker, war vorher bei der Deutschen Volksunion (DVU) aktiv. Weitere Kandidaten zur Berliner Abgeordnetenhauswahl 2011 mit rechtsextremer Vergangenheit waren Torsten Meyer (ehemaliger DVU-Landesvorsitzender von Berlin), Moritz Elischer (ebenfalls DVU-Landesvorstand Berlin) sowie der NPD-Aktivist Alexander Schlesinger.
Im November 2011 wurde außerdem der ehemalige NPD-Funktionär Nico Ernst in den Bundesvorstand der Partei gewählt. Ernst war in der Vergangenheit bei Aufmärschen der militanten Neonazi-Szene aktiv und im Umfeld der neonazistischen „Kameradschaft Rhein/Ahr“ anzutreffen.
Im November 2012 wurde der ehemalige NPD-Funktionär und -Landtagsabgeordnete Mirko Schmidt in den Bundesvorstand gewählt.
Die politischen Wurzeln des Jugendbeauftragten von pro Deutschland und Verantwortlichen für den Internetauftritt von pro Deutschland in Bayern, Stefan Werner, liegen bei den Republikanern und der rechtsextremen Deutschen Partei. Im Jahre 2005 trat er noch als Mitglied der DP auf der Liste der NPD München bei der Bundestagswahl an.
Im April 2011 hielt der Verein pro Bayern e. V. (welcher formal nicht zu pro Deutschland gehört) eine Veranstaltung in Regensburg ab, bei der auch Funktionäre von pro Deutschland anwesend waren. Bei dieser Veranstaltung war auch Benjamin Boss aus Amberg anwesend. Boss ist führender Aktivist der neonazistischen Kameradschaft „Nationaler Widerstand Amberg“ und war eine der führenden Figuren bei einer neonazistischen Demonstration im November 2010 in Sulzbach-Rosenberg. Als weiterer Gast nahm Gert Sudholt an der Veranstaltung teil, der wegen Volksverhetzung vorbestraft ist und mit seiner „Verlagsgesellschaft Berg“ überwiegend geschichtsrevisionistische und wehrmachtsverherrlichende Publikationen vertreibt. In Regensburg präsentierte Sudholt eine Auswahl seiner Publikationen.

### Politische Einordnung
Der Soziologe Alexander Häusler ordnet die Partei der extremen Rechten zu, einer Form des Rechtsextremismus, der sich mit einer „rechtspopulistischen Hülle“ umgeben würde. Den Begriff der „extremen Rechten“ verwendet Häusler zur Kennzeichnung des „äußeren rechten Randes des politischen Spektrums“. Dieser Sammelbegriff umfasse das „gesamte politische Rechtsaußen-Spektrum“ von der „Braunzone zwischen rechtskonservativen und rechtsextremen Zirkeln“ bis hin zu „offen neonazistischen Szenen“. Inhaltliche Zuordnungskriterien seien völkisch-nationalistische, rassistische sowie antisemitische Ausprägungen, autoritäre Politikvorstellungen, die Ablehnung des gesellschaftlichen Gleichheitsprinzips, die Diskriminierung von Minderheiten sowie die Ethnisierung bzw. Nationalisierung sozialer und ökonomischer Problemlagen. Die extreme Rechte stilisiere dabei die multikulturelle Gesellschaft zum zentralen Feindbild. Kampagnen gegen Moscheebau und Minarette würden dazu benutzt, einen kulturreligiös aufgeladenen Rassismus gesellschaftsfähig zu machen.
Der Politologe Christoph Butterwegge, Professor an der Universität zu Köln, schließt sich der Einordnung von Häusler an; pro Deutschland sei rechtsextrem und zugleich populistisch. Die Partei würde sich zwar „seriös und bürgerlich-demokratisch“ geben, jedoch „gegen ethnische und religiöse Minderheiten“ hetzen.
Die Mitglieder von pro Deutschland rekrutieren sich auch aus ehemaligen Mitgliedern der NPD, der DVU oder den Republikanern.

### Politische Strategie
Im Jahre 2006 wurde ein Strategiepapier der Pro-Bewegung zum Netzwerk-Aufbau offiziell von Manfred Rouhs in Köln vorgestellt, welches den Titel „Aufbaukonzept“ trägt. In diesem Konzept wird die Erstellung von Bürgeranfragen als „Kernarbeit der Bürgerbewegung“ beschrieben. Demnach werden auf kommunaler Ebene zu lokalen umstrittenen Themen wie etwa dem Bau von Moscheen oder der Eröffnung von Asyleinrichtungen öffentliche Petitionen gestartet, bei denen Unterschriften gesammelt werden. Die Adressen der Unterschreiber werden dabei in einer Kartei vom Bundes- bzw. Landesverband gesammelt und nach Mitgliedern, Spendern, Unterstützern und Interessenten strukturiert. Anschließend werden diese Personen gezielt regelmäßig mit Werbematerial der Pro-Bewegung beliefert. Sobald das lokale Thema erschöpft ist, wird ein neues Thema aus den Bereichen „Multi-Kulturalismus, Kriminalitätsentwicklung, Korruption und soziale Gerechtigkeit“ gesucht und eine neue Petition mit gleichem Verfahren gestartet.

## Wahlergebnisse
Bei der Wahl zum Abgeordnetenhaus von Berlin am 18. September 2011 erreichte pro Deutschland 1,2 % der Zweitstimmen (absolut 17.829 von 1.460.012 Stimmen) und verfehlte damit den Einzug sowohl ins Abgeordnetenhaus als auch in alle Bezirksverordnetenversammlungen. Die Partei übersprang damit aber die Hürde für die staatliche Parteienfinanzierung nach dem Parteiengesetz (§ 18). Nach der Wahl 2016, bei der sie nur noch 0,4 % erreichte, verlor sie ihren Anspruch auf staatliche Parteienfinanzierung.
Bei der Bundestagswahl 2013 trat die Partei in 13 Bundesländern mit Landeslisten an und erreichte 73.854 Stimmen, dies entsprach einem bundesweiten Zweitstimmenanteil von 0,2 %. Die in drei Wahlkreisen aufgestellten Direktkandidaten erzielten einen Erststimmenanteil von 0,8 % (Manfred Rouhs im Bundestagswahlkreis Berlin-Marzahn – Hellersdorf), 2,1 % (Mirko Schmidt im Bundestagswahlkreis Meißen) und 0,4 % (Stefan Werner im Bundestagswahlkreis München-West/Mitte).
Bei der Oberbürgermeisterwahl 2013 in Hildesheim erreichte Andreas Tute als Kandidat von pro Deutschland 5,3 % (absolut 2.854 Stimmen) der Wählerstimmen.
Bei der Landtagswahl in Sachsen 2014 erreichte pro Deutschland 3.162 der Zweitstimmen, was 0,2 % entspricht.